# Citroën AC4
La AC4 o C4 è un'autovettura di classe medio-alta costruita tra il 1928 ed il 1932 dalla Casa automobilistica francese Citroën.

## Storia

### Nascita del modello
Questa vettura nacque come evoluzione della B14, ma non per questo si incontrarono delle difficoltà durante la sua progettazione, difficoltà più che altro di tipo economico: gli enormi investimenti sostenuti da André Citroën per la realizzazione dei modelli precedenti, uniti a quelli per le spettacolari trovate pubblicitarie (la Torre Eiffel illuminata con la scritta Citroën, il nome Citroën scritto in cielo da un aeroplano, ecc) avevano pericolosamente assottigliato le disponibilità economiche della Casa di Quai de Javel, per cui sette emissari della banca Lazard frères varcarono i cancelli dell'azienda allo scopo di controllare le entrate e le uscite dell'azienda, ma anche per tenere a bada l'esuberanza creativa del patron André Citroën, esuberanza che se da una parte proponeva innovazioni a non finire, dall'altra stava mettendo in serio pericolo l'azienda stessa dal punto di vista economico. Ciò accadde in realtà quando il progetto era ormai in una fase avanzata: i fondi servivano più che altro per realizzare le nuove catene di montaggio negli stabilimenti esteri presso i cui Paesi era anche prevista la commercializzazione della AC4. Ma la collaborazione con la banca Lazard non ebbe lunga durata, poiché i nuovi amministratori mal tolleravano la corsa all'innovazione tipica dello spirito del suo fondatore, vedendo in essa solo uno sperpero di denaro, mentre André Citroën non sopportava proprio la presa di posizione degli emissari bancari. Ciò sarebbe avvenuto però solo nel 1930, quando la carriera della AC4 sarebbe giunta al suo apice. Ma quanto detto serve a tracciare un ritratto della situazione della Casa di Quai de Javel durante la preparazione del lancio della nuova vettura, lancio che avvenne al Salone di Parigi nell'autunno del 1928 con la denominazione di AC4: le due lettere stavano ad indicare le iniziali di André Citroën, ma di lì a poco la vettura sarebbe divenuta nota a tutti con la semplice sigla di C4, una sigla che sarebbe stata ripresa quasi ottant'anni dopo per la gamma di modelli di fascia media della Casa del "double chevron".

### Caratteristiche
La vettura condivideva la struttura telaistica, ed anche alcune parti di carrozzeria, con la B14. Addirittura la linea di montaggio dello stabilimento francese era la stessa: nella nuova vettura cambiarono solo il radiatore, il cofano motore ed i parafanghi.

Il telaio, disponibile in due misure di passo (2.85 e 2.97 metri), differiva da quello della B14 per la presenza di nuove traverse tubolari di rinforzo, in modo da incrementare la rigidità del corpo vettura, rigidità che nella B14 stentava a raggiungere livelli soddisfacenti. Le sospensioni erano ad assale rigido con molle a balestra semiellettica ed ammortizzatori a frizione sulle quattro ruote. L'impianto frenante era a quattro tamburi con servofreno a depressione Westinghouse, mentre lo sterzo era a vite senza fine e settore.

Per quanto riguarda il motore, esso era a sua volta un'evoluzione di quello montato a suo tempo sulla B14: si trattava di un 4 cilindri da 1628 cm³ (alesaggio e corsa: 72x100 mm) con distribuzione a valvole laterali, testata amovibile e blocco fuso in un sol pezzo con il carter dell'albero a gomiti. Tra le novità introdotte da questa edizione di tale motore vi furono l'arrivo di una nuova pompa dell'acqua e l'accensione delle candele mediante distributore. La potenza massima erogata da questo motore era di 30 CV, quanto bastava per far raggiungere alla vettura una velocità massima di 90 km/h, con un consumo medio di 8.8 litri/100 km. La trazione era ancora posteriore (ci sarebbe voluto ancora qualche anno prima dell'avvento della celebre Traction Avant), mentre il cambio era manuale a 3 marce.

### Evoluzione
La AC4 era disponibile in più varianti di carrozzeria: dalla berlina si passava alla torpedo, alla cabriolet alla coupé de ville, ossia con posti anteriori senza tetto e posti posteriori al coperto. Erano disponibili anche delle versioni commerciali, e quindi si potevano avere delle torpedo con soli posti anteriori e cassone posteriore, delle versioni furgonate e persino una versione con parte posteriore del telaio completamente a nudo.

Il prezzo concorrenziale, la robustezza della vettura e le prestazioni brillanti per l'epoca ne decretarono il grande successo. Durante il primo anno furono prodotti 70 000 esemplari.

Il successo, in realtà, avrebbe potuto essere ancor più vasto se alcuni dei primi esemplari non avessero sofferto di una precoce usura dei cilindri, problema a cui la Casa rimediò l'anno seguente con l'adozione di alcune componenti della AC6, la sua "sorella" più lussuosa. In questa occasione, la vettura fu ribattezzata C4 III e fu presentata nel 1929, nuovamente al Salone di Parigi, esattamente un anno dopo il debutto. Migliorie meccaniche a parte, ciò che distingueva la C4 III dalla precedente AC4 furono pochissimi particolari, tra cui un nuovo cruscotto più elegante e nuovi cerchi di diverso disegno.

L'anno seguente, il 1930, fu l'anno in cui la C4 III divenne C4 F. Fu l'anno in cui avvennero i principali aggiornamenti: il passo fu accorciato di quasi 8 cm e le carreggiate furono allargate da 1.34 a 1.42 m, come nella AC6, allo scopo di aumentarne l'abitabilità interna. Sulla C4 F la principale novità stava nell'adozione di supporti elastici per il motore: ciò diminuì considerevolmente le vibrazioni e migliorò la silenziosità del motore stesso. Non si trattava del vero e proprio sistema a motore flottante, che verrà introdotto più in là, ma di un'anticipazione a tale sistema mediante una soluzione provvisoria e meno raffinata. Tra le altre migliorie meccaniche, va segnalato l'arrivo di nuovi ammortizzatori idraulici in luogo di quelli a frizione ed un nuovo cambio. Questa serie di novità nella gamma furono l'occasione per lanciare anche una versione con carrozzeria roadster a due posti secchi ed anche una con carrozzeria landaulet.

Nel 1931 la C4 F divenne C4 G e adottò un nuovo motore da 1767 cm³ in grado di erogare 32 CV. La vettura poté a questo punto rivaleggiare anche con modelli più rinomati (celebre il duello commerciale che negli anni venti contrappose André Citroën all'ex-compagno di scuola Louis Renault). Contemporaneamente venne introdotto anche un modello economico, denominato C4 IX e caratterizzato da un allestimento spoglio: tale modello avrebbe dovuto soddisfare una più ampia fetta di clientela nel periodo della Grande depressione.

Dal mese di aprile del 1932 il motore della C4 G fu finalmente equipaggiato con il famoso sistema del motore flottante, cioè con supporti montati su blocchi in gomma, un sistema studiato in modo che l'asse di oscillazione del propulsore andasse a passare per il baricentro del motore stesso. Ciò avrebbe permesso una drastica riduzione delle vibrazioni durante la marcia ed un comfort sensibilmente maggiore. Furono le ultime novità nella gamma della C4 d'anteguerra: la produzione fu interrotta già nell'estate del 1932, ma gli ultimi esemplari furono consegnati solo l'anno successivo. In totale vennero prodotti 243.068 esemplari di C4: la produzione comprende anche le versioni commerciali, che vennero rese disponibili fin dal lancio della prima AC4 con portate massime di 500 e 1000 kg, per poi estendersi anche a 1200 e 2000 kg.

### La C4 e la Crociera Gialla

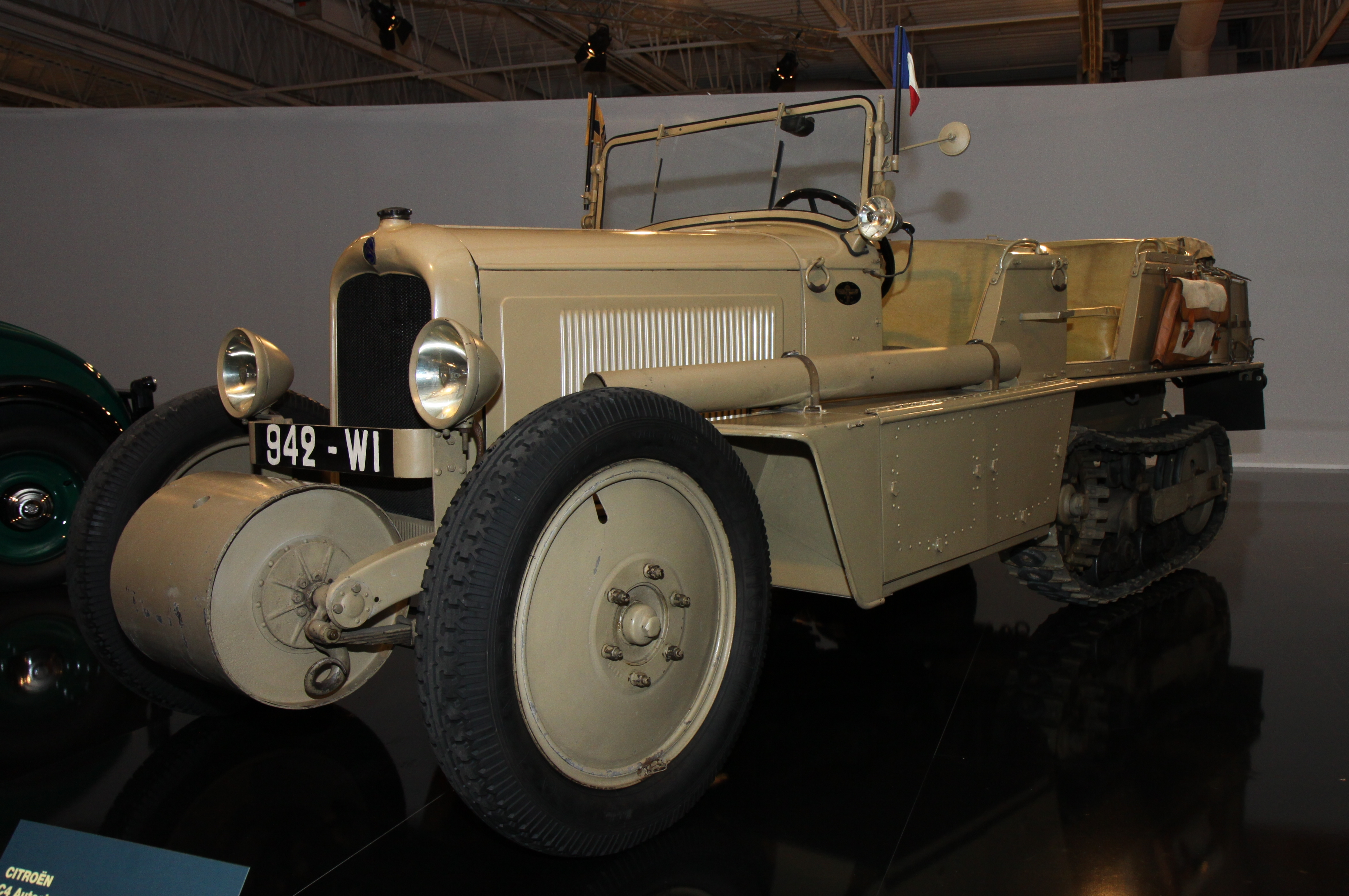
Una Citroën-Kégresse P17 (C4 F).

Alcune centinaia di C4 F furono costruite in configurazione semicingolata Citroën-Kégresse ed utilizzate per impieghi militari o estremamente gravosi.
Questo lotto di autocingolati era sempre a trazione posteriore, ma il moto andava in questo caso ad azionare le due pulegge principali che grazie ai cingoli trasferivano il moto ai due gruppi di ruote posteriori, mentre quelle anteriori, ancora singole come nelle vetture stradali, fungevano da ruote direttrici ed erano dotate di pneumatici a camere alveolari che li rendevano quasi inforabili. Il progetto delle vetture a cingoli era un'evoluzione dei vecchi progetti di Adolphe Kégresse, un fido collaboratore di André Citroën, che già ai tempi della prima guerra mondiale si era fatto conoscere nell'Impero Russo per i suoi progetti di autocingolati, progetti che vennero molto apprezzati dal regime zarista. Tornando alla C4 auto cingolata, mentre il motore era lo stesso di quello della C4 F stradale, il cambio era invece a 4 marce e disponeva anche di riduttore e differenziale con dispositivo di bloccaggio.

Un gruppo di questi autocingolati fu appositamente progettato per effettuare la famosa "Crociera Gialla", ossia una traversa dell'Asia centrale da Ovest a Est. Le C4 Autochenille, come venivano chiamate in Francia, (autochenille vuol dire autocingolato) andarono a costituire il cosiddetto Gruppo Pamir, guidato da Georges-Marie Haardt, un fedele collaboratore di André Citroën. Questo gruppo partì da Beirut il 4 aprile 1931 ed attraversando appunto il massiccio del Pamir ed alcune montagne dell'Himalaya si congiunse con il secondo gruppo, denominato Gruppo Cina presso il deserto del Gobi, dopodiché proseguirono fino in Cina. Le difficoltà incontrate furono estreme, basti pensare che di fronte all'impossibilità di percorrere certe strade con queste autovetture (in realtà era pericolosissimo anche con altri mezzi), i membri furono persino costretti a smontare gli autocingolati e trasportarne i pezzi mediante cavalli e muli, per poi essere rimontati una volta raggiunte strade percorribili. Al termine della "Crociera Gialla", Haardt morì a Hong-Kong di polmonite all'età di 48 anni.